# Ростовска област
Ростовска област е субект на Руската Федерация, в Южния федерален окръг. Площ 100 967 km2 (33-то място по големина в Руската Федерация, 0,59% от нейната територия). Население на 1 януари 2018 г. 4 219 732 души (6-о място в Руската Федерация, 2,87% от нейното население). Административен център град Ростов на Дон. Разстояние от Москва до Ростов на Дон 1226 km.

## Историческа справка
На мястото на сегашния град Азов се е намирал древния град Танаис (Дон). През 1471 г. е изграден укрепения град Азака, който през 1708 г. официално е утвърден за град и център на Азовска губерния. През 1784 г. Азов е понижен в селско селище, а от 1926 г. отново е утвърден за град. През 1698 г. на мястото на днешния град Таганрог е основано укрепление, което през 1775 г. официално е утвърдено за град. Ростов на Дон е основан през 1749 г. През 1761 г. е построена крепост, а възникналото при нея селище е преобразувано в град през 1796 г. През ХІХ в. на територията на Ростовска област възникват още два града Новочеркаск (1805 г.) и Горное Грушевское поселение, което през 1881 г. е преименувано на град Александровск-Грушевски, а през 1920 г. – на град Шахти. Всички останали градове в областта са признати през ХХ в. На 13 септември 1937 г. Азово-Черноморския край е разделен на Краснодарски край с център град Краснодар и Ростовска област с център град Ростов на Дон.

## Географска характеристика
Ростовска област се намира в южната част на Европейска Русия, в Южния федерален окръг. На запад граничи с Украйна, на север – с Воронежка област, на североизток и изток – с Волгоградска област, на югоизток – с Република Калмикия, на юг – със Ставрополски и Краснодарски край, а на югозапад се мие от водите на Таганрогския залив на Азовско море. В тези си граници заема площ от 100 967 km2 (33-то място по големина в Руската Федерация, 0,59% от нейната територия).
Областта е разположена в южната част на Източноевропейската равнина и частично в Предкавказието, в басейна на долното течение на река Дон. Релефът е предимно равнинен. На запад се простират източните части на Донецкото възвишение (Донецки кряж с височина до 253 m), на север – Донските височини, на югоизток – полегатите западни склонове на възвишението Ергени, а на юг – западната част на Кумо-Маничката падина. Равнинната част е изпъстрена с множество долини на реки, сухи оврази и долове.
Климатът е умереноконтинентален, с характерно съчетание от излишна топлина и недостатъчна влажност. Средна юлска температура 22 – 24 °C, средна януарска от -9 °C на север до -5 °C на юг. Годишната сума на валежите се понижава от 650 mm на запад до 400 mm на изток. През зимата чести явления са снежните виелици, а през пролетта – прашните бури. Вегетационен период (минимална денонощна температура 5 °C) 165 – 180 дни.
На територията на Ростовска област протичат 4551 реки (с дължина над 1 km) с обща дължина 24 289 km, като всички те принадлежат към водосборния басейн на Азовско море, а голяма част – към водосборния басейн на река Дон. Главната река е Дон, която протича през областта с част от средното и долното си течение на протежение от 450 km. Нейни основни притоци са: Чир, Северски Донец (с притка си Калитва), Сал, Манич (с притока си Егорлик), Аксай и др. В Таганрогския залив на Азовско море се вливат още реките Миус, Кагалник, Ея и др. Реките в областта имат тесни долини, склоновете на които са гъсто изрязани от сухи оврази и долове. Те имат смесено подхранване с преобладаване на снежното (70 – 80%). Речният им режим се характеризира с високо пролетно пълноводие, лятно-есенно маловодие прекъсвано от епизодични прииждания в резултат от поройни дъждове през октомври и ноември и ясно изразено зимно маловодие. Замръзват в края на ноември или началото на декември, а се размразяват в средата на февруари.
В Ростовска област има над 3100 езера и изкуствени водоеми с обща площ около 1850 km2, като само 330 езера с площ по-голяма от 10 дка. Голяма част о тях са крайречни, разположени до долините на големите реки. В Кумо-Маничката падина са разположени реликтови езера, образували се след разделянето на Каспийско и Черно море. Най-голямото езеро в областта е Манич-Гудило, включено в състава на Пролетарското и вельоловското водохранилища. В източната част на областта е разположена долната част на голямото Цимлянснко водохранилище.
В областта преобладава степния ландшафт. Западната част е заета от тревисто-храстова степ върху обикновени предкавказки черноземи. В източните райони доминират типичните степи върху кафяви почви, а в югоизточните (басейните не реките Сал и Манич) – полупустинни степи. Сега голяма част от степите са обработваеми земеделски територии, в които обитават дребни степни животни.

## Население
На 1 януари 2018 г. населението на Ростовска област е наброявало 4 219 732 души (6-о място в Руската Федерация, 2,87% от нейното население). При преброяването на населението на Руската Федерация през 2010 г. етническия състав на областта е бил следния: руснаци 3 795 600 души (90,3%), арменци 110 700 (2,6%), украинци 77 800 (1,9%), турци 35 900 (0,9%) и др.

## Административно-териториално деление
В административно-териториално отношение Ростовска област се дели на 12 областни градски окръга, 43 муниципални района, 23 града, в т.ч. 12 града с областно подчинение (Азов, Батайск, Волгодонск, Гуково, Донецк, Зверево, Каменск-Шахтински, Новочеркаск, Новошахтинск, Ростов на Дон, Таганрог и Шахти) и 11 града с районно подчинение и 5 селища от градски тип.
| Административна единица   | Площ (km2) | Население (2018 г.) | Административен център         | Население (2018 г.) | Разстояние до Ростов на Дон (в km) | Други градове и сгт с районно подчинение |
| ------------------------- | ---------- | ------------------- | ------------------------------ | ------------------- | ---------------------------------- | ---------------------------------------- |
| Областни градски окръзи   |            |                     |                                |                     |                                    |                                          |
| І. Азов                   | 68         | 81 335              | гр. Азов                       | 81 335              | 42                                 |                                          |
| ІІ. Батайск               | 78         | 124 705             | гр. Батайск                    | 124 705             | 15                                 |                                          |
| ІІІ. Волгодонск           | 182        | 171 471             | гр. Волгодонск                 | 171 471             | 190                                |                                          |
| ІV. Гуково                | 40         | 66 332              | гр. Гуково                     | 66 332              | 160                                |                                          |
| V. Донецк                 | 112        | 48 428              | гр. Донецк                     | 48 428              | 171                                |                                          |
| VІ. Зверево               | 32         | 21 126              | гр. Зверево                    | 21 126              | 140                                |                                          |
| VІІ. Каменск-Шахтински    | 160        | 89 657              | гр. Каменск-Шахтински          | 89 657              | 145                                |                                          |
| VІІІ. Новочеркаск         | 128        | 168 766             | гр. Новочеркаск                | 168 766             | 51                                 |                                          |
| ІХ.Новошахтинск           | 136        | 108 782             | гр. Новошахтинск               | 108 782             | 105                                |                                          |
| Х.Ростов на Дон           | 349        | 1 125 299           | гр. Ростов на Дон              | 1 125 299           |                                    |                                          |
| ХІ. Таганрог              | 95         | 250 287             | гр. Таганрог                   | 250 287             | 67                                 |                                          |
| ХІІ. Шахти                | 158        | 235 492             | гр. Шахти                      | 235 492             | 96                                 |                                          |
| Муниципални райони        |            |                     |                                |                     |                                    |                                          |
| 1. Азовски                | 2862       | 97 033              | гр. Азов                       |                     | 42                                 |                                          |
| 2. Аксайски               | 1170       | 113 321             | гр. Аксай                      | 44 828              | 18                                 |                                          |
| 3. Багаевски              | 951        | 34 646              | ст-ца Багаевская               | 15 459              | 69                                 |                                          |
| 4. Белокалитвински        | 2650       | 93 294              | гр. Белая Калитва              | 40 831              | 168                                |                                          |
| 5. Боковски               | 1927       | 14 155              | ст-ца Боковская                | 4832                | 354                                |                                          |
| 6. Верхнедонски           | 2675       | 18 099              | ст-ца Казанская                | 4721                | 360                                |                                          |
| 7. Веселовски             | 1355       | 25 506              | пос. Весели                    | 9175                | 91                                 |                                          |
| 8. Волгодонски            | 1479       | 33 800              | ст-ца Романовская              | 8248                | 182                                |                                          |
| 9. Дубовски               | 3997       | 21 889              | с. Дубовское                   | 8544                | 330                                |                                          |
| 10. Егорликски            | 1460       | 33 713              | ст-ца Егорликская              | 17 660              | 120                                |                                          |
| 11. Заветински            | 4695       | 16 706              | с. Заветное                    | 6633                | 427                                |                                          |
| 12. Зерноградски          | 2663       | 53 681              | гр. Зерноград                  | 24 886              | 71                                 |                                          |
| 13. Зимовниковски         | 5045       | 36 438              | пос. Зимовники                 | 18 070              | 295                                |                                          |
| 14. Кагалницки            | 1391       | 28 188              | ст-ца Кагалницкая              | 6831                | 79                                 |                                          |
| 15. Каменски              | 2572       | 42 423              | сгт Глубоки                    | 8488                | 173                                |                                          |
| 16. Кашарски              | 3142       | 23 729              | слобода Кашари                 | 6529                | 270                                |                                          |
| 17. Константиновски       | 2197       | 31 557              | гр. Константиновск             | 17 317              | 169                                |                                          |
| 18. Красносулински        | 1950       | 75 896              | гр. Красни Сулин               | 38 567              | 100                                | Горни, Углеродовски                      |
| 19. Куйбишевски           | 871        | 13 983              | с. Куйбишево                   | 6145                | 130                                |                                          |
| 20. Мартиновски           | 1920       | 34 536              | слобода Болшая Мартиновка      | 6158                | 190                                |                                          |
| 21. Матвеево-Кургански    | 1707       | 41 169              | пос. Матвеев Курган            | 15 489              | 91                                 |                                          |
| 22. Милеровски            | 3190       | 64 976              | гр. Милерово                   | 35 540              | 218                                |                                          |
| 23. Милютински            | 2116       | 13 330              | ст-ца Милютинская              | 2518                | 295                                |                                          |
| 24. Морозовски            | 2550       | 38 825              | гр. Морозовск                  | 25 467              | 265                                |                                          |
| 25. Мясниковски           | 880        | 45 689              | с. Чалтир                      | 15 334              | 18                                 |                                          |
| 26. Неклиновски           | 2148       | 86 111              | с. Покровское                  | 12 369              | 75                                 |                                          |
| 27. Обливски              | 2014       | 17 573              | ст-ца Обливская                | 9908                | 350                                |                                          |
| 28. Октябърски            | 1999       | 70 514              | сгт Каменоломни                | 10 514              | 70                                 |                                          |
| 29. Орловски              | 3300       | 38 073              | пос. Орловски                  | 18 757              | 245                                |                                          |
| 30. Песчанокопски         | 1882       | 28 171              | с. Песчанокопское              | 10 593              | 174                                |                                          |
| 31. Пролетарски           | 2740       | 34 532              | гр. Пролетарск                 | 19 290              | 206                                |                                          |
| 32. Ремонтненски          | 3778       | 18 113              | с. Ремонтное                   | 6704                | 415                                |                                          |
| 33. Родионово-Несветайски | 1547       | 22 461              | слобода Родионово-Несветайская | 6379                | 50                                 |                                          |
| 34. Салски                | 3499       | 102 646             | гр. Салск                      | 58 179              | 180                                |                                          |
| 35. Семикаракорски        | 1407       | 49 353              | гр. Семикоракорск              | 22 118              | 137                                |                                          |
| 36. Советски              | 1200       | 6343                | ст-ца Советская                | 2279                | 400                                |                                          |
| 37. Тарасовски            | 2767       | 28 428              | пос. Тарасовски                | 9017                | 195                                |                                          |
| 38. Тацински              | 2411       | 35 142              | ст-ца Тацинская                | 9533                | 226                                |                                          |
| 39. Уст Донецки           | 1150       | 31 875              | сгт Уст Донецки                | 11 256              | 140                                |                                          |
| 40. Целински              | 2129       | 30 706              | пос. Целина                    | 9933                | 135                                |                                          |
| 41. Цимлянски             | 2529       | 33 381              | гр. Цимлянск                   | 14 558              | 236                                |                                          |
| 42. Чертковски            | 2766       | 33 759              | пос. Чертково                  | 10 662              | 315                                |                                          |
| 43. Шолоховски            | 2527       | 25 907              | ст-ца Вешенская                | 9261                | 364                                |                                          |

|  | Тази страница частично или изцяло представлява превод на страницата „Административно-территориальное деление Ростовской области“ в Уикипедия на руски. Оригиналният текст, както и този превод, са защитени от Лиценза „Криейтив Комънс – Признание – Споделяне на споделеното“, а за съдържание, създадено преди юни 2009 година – от Лиценза за свободна документация на ГНУ. Прегледайте историята на редакциите на оригиналната страница, както и на преводната страница, за да видите списъка на съавторите. ВАЖНО: Този шаблон се отнася единствено до авторските права върху съдържанието на статията. Добавянето му не отменя изискването да се посочват конкретни източници на твърденията, които да бъдат благонадеждни. |

## Селско стопанство
С цената на производството, 60% от селското стопанство е растителна продукция. Отглеждат зърнени култури; както технически и фуражни култури, картофи, пъпеши и зеленчуци.
| хиляди хектара | 5937 | 5224,0 | 4621,7 | 3858,1 | 4351,4 | 4351,4 | 4467,8 |